# Neolophonotus orientalis
Neolophonotus orientalis är en tvåvingeart som först beskrevs av Ricardo 1920.  Neolophonotus orientalis ingår i släktet Neolophonotus och familjen rovflugor.
Artens utbredningsområde är Kenya. Inga underarter finns listade i Catalogue of Life.